# Балдуин V (Ено)
Балдуин V (на френски: Baudouin V de Hainaut, Baudouin le Courageux; * 1150, † 17 декември 1195) е от 1171 до 1195 г. граф на Хенегау, като Балдуин VIII – граф на Фландрия от 1191 до 1194 г. (de iure uxoris), като Балдуин I – маркграф на Намюр от 1189 до 1195 г.

## Произход
Той е вторият син на граф Балдуин IV от Хенегау (1108 – 1171) и съпругата му Алиса от Намюр (1115 – 1169), дъщеря на Готфрид, граф на Намюр и Ермесинда от Луксембург.

## Наследство и управление
Той наследява през 1169 г. от майка си Намюр. Фландрия получава чрез женитбата си през 1169 г. за Маргарета от Фландрия. Балдуин V през 1171 година наследява от своя баща Балдуин IV Графство Ено.
В началото на своето управление се сближава със своя шурей, Филип I Елзаски, граф на Фландрия, и сключва с него през 1177 година договор за съюз.
През 1180 година Балдуин дава своята дъщеря Изабела за жена на краля на Франция Филип II Август, който получава в качество на зестра Графство Артоа.
През 1189 година Балдуин получава от императора Графство Намюр, възведено в маркграфство, а през 1191 година след смъртта на Филип Елзаски получава Фландрия. За Намюр му се налага да води война с брата на жената на Хенрих I Намюрски, от която Балдуин излиза победител през 1194 година.
Балдуин V оставя няколко синове. Фландрия и Ено наследява неговият най-голям син Балдуин VI (1171 – 1205), Намюр получава втория му син, Филип I (1175 – 12 октомври 1212).

## Фамилия
През 1169 г. Балдуин V се жени за Маргарета от Фландрия (* 1145, † 15 ноември 1194), дъщеря на Дитрих Елзаски, граф на Фландрия, вдовица на Раул II, 1160 граф на Вермандоа († 1167). Нейната зестра са 500 пфунда годишно. Двамата имат седем деца:
- Изабела (* 1170, † 1190), омъжена за Филип II, крал на Франция
- Балдуин I (* 1171, † 1205), граф на Фландрия и Хенегау, латински император на Константинопол
- Филип I (* 1174, † 1212), маркграф на Намюр
- Йоланда (* 1175, † 1219), ∞ Пиер дьо Куртене, латински император на Константинопол
- Хайнрих (* 1176, † 1216), латински император на Константинопол
- Сибила (* 1179, † 1217), ∞ Гуихард IV († 1216), господар на Божьо и Монпансие
- Евстах († 1219), регент на кралство Солун